# Tour de corps
En mathématiques, une tour de corps est une suite d'extensions de corps
F0 ⊆ F1 ⊆ ... ⊆ Fn ⊆ ...
Le nom de tour vient du fait qu'une telle suite est souvent écrite sous la forme
{\displaystyle {\begin{array}{c}\vdots \\|\\F_{2}\\|\\F_{1}\\|\\F_{0}.\end{array}}}
Une tour de corps peut aussi bien être finie qu'infinie.

## Exemples
- Q ⊆ R ⊆ C est une tour de corps finie composée des corps de nombres rationnels, réels puis complexes.
- Soit la suite définie par F0 = le corps Q des rationnels et
{\displaystyle F_{n+1}=F_{n}\left(2^{1/2^{n}}\right)}
(i.e. Fn+1 est obtenu à partir de Fn en ajoutant la racine 2n-ième de 2). Cette tour de corps est infinie.
- Si p est un nombre premier, la p-ième tour cyclotomique de Q est obtenue en posant F0 = Q et Fn = l'extension de Q par adjonction des racines pn-ièmes de l'unité. Cette tour est à la base de la théorie d'Iwasawa.
- Le théorème de Golod-Shafarevich montre qu'il existe des tours de corps infinies obtenues par l'itération du corps de classes de Hilbert à un corps de nombres.